# Hulk (fotbalist)
Givanildo Vieira de Souza (n. 25 iulie 1986, Campina Grande, Paraíba, Brazilia), cunoscut ca Hulk, este un fotbalist internațional brazilian care în prezent evoluează la echipa Shanghai SIPG în Prima Ligă Chineză. De obicei joacă pe postul de extremă și de cele mai multe ori pe dreapta, dar poate juca și ca atacant secund.

## Goluri internaționale
| # | Data               | Stadion                                           | Oponent       | Scor | Rezultat | Competiția  |
| - | ------------------ | ------------------------------------------------- | ------------- | ---- | -------- | ----------- |
| 1 | 26 mai 2012        | Volksparkstadion, Hamburg, Germania               | Danemarca     | 1–0  | 3–1      | Meci amical |
| 2 | 26 mai 2012        | Volksparkstadion, Hamburg, Germania               | Danemarca     | 2–0  | 3–1      | Meci amical |
| 3 | 9 iunie 2012       | MetLife Stadium, East Rutherford, New Jersey, SUA | Argentina     | 3–2  | 3–4      | Meci amical |
| 4 | 7 septembrie 2012  | Estádio do Morumbi, São Paulo, Brazilia           | Africa de Sud | 1–0  | 1–0      | Meci amical |
| 5 | 10 septembrie 2012 | Estádio do Arruda, Recife, Brazilia               | China         | 4–0  | 8–0      | Meci amical |
| 6 | 11 octombrie 2012  | Swedbank Stadion, Malmö, Suedia                   | Irak          | 4–0  | 6–0      | Meci amical |
| 7 | 16 noiembrie 2013  | Sun Life Stadium, Miami, Florida, SUA             | Honduras      | 5–0  | 5–0      | Meci amical |
| 8 | 19 noiembrie 2013  | Rogers Centre, Toronto, Canada                    | Chile         | 1–0  | 2–1      | Meci amical |

### Brazilia U-23
| #   | Data           | Stadion                         | Oponent | Scor | ReZultat | Competiția                 |
| --- | -------------- | ------------------------------- | ------- | ---- | -------- | -------------------------- |
| 01. | 11 august 2012 | Wembley Stadium, Londra, Anglia | Mexic   | 1–2  | 1–2      | Jocurile Olimpice din 2012 |

## Palmares

### Club
Porto
- UEFA Europa League: 2010–11
- Primeira Liga: 2008–09, 2010–11, 2011–12, 2012–13*
- Taça de Portugal: 2008–09, 2009–10, 2010–11
- Supertaça Cândido de Oliveira: 2009, 2010, 2011
- UEFA Super Cup: Finalist 2011

### Națională
- Jocurile Olimpice de vară: Argint 2012
- Cupa Confederațiilor FIFA: 2013

### Individual
- J. League Division 2: Golgheter 2007
- Primeira Liga Golgheter : 2010–11
- Primeira Liga Player of the Month: februarie 2009, septembrie 2010, octombrie 2010, decembrie 2010, ianuarie 2011, aprilie 2012 (record)
- Primeira Liga Breakthrough Player of the Year: 2008–09
- Primeira Liga Player of the Year: 2010–11, 2011–12
- Russian Premier League Top 33 players – #1 Right Winger: 2012/13[1]
- Prima Ligă Rusă Fotbalistul lunii octombrie 2013

## Statistici de club
La 6 noiembrie 2013.
| Sezon             | Club              | Campionat | Campionat | Campionat | Cupă    | Cupă   | Cupă    | Cupa Ligii | Cupa Ligii | Cupa Ligii | Continental | Continental | Continental | Supercupă | Supercupă | Supercupă | Total   | Total  | Total   |
| Sezon             | Club              | Meciuri   | Goluri    | Assists   | Meciuri | Goluri | Assists | Meciuri    | Goluri     | Assists    | Meciuri     | Goluri      | Assists     | Meciuri   | Goluri    | Assists   | Meciuri | Goluri | Assists |
| ----------------- | ----------------- | --------- | --------- | --------- | ------- | ------ | ------- | ---------- | ---------- | ---------- | ----------- | ----------- | ----------- | --------- | --------- | --------- | ------- | ------ | ------- |
| 2004              | Vitória           | 1         | 0         | 0         | -       | -      | -       | -          | -          | -          | -           | -           | -           | -         | -         | -         | 1       | 0      | 0       |
| Total in Brazil   | Total in Brazil   | 1         | 0         | 0         | -       | -      | -       | -          | -          | -          | -           | -           | -           | -         | -         | -         | 1       | 0      | 0       |
| 2005              | Kawasaki Frontale | 9         | 1         | -         | 2       | 2      | -       | 1          | 0          | -          | -           | -           | -           | -         | -         | -         | 12      | 3      | -       |
| 2006              | Consadole Sapporo | 38        | 25        | -         | 3       | 1      | -       | -          | -          |            | -           | -           | -           | -         | -         | -         | 41      | 26     | -       |
| 2007              | Tokyo Verdy       | 42        | 37        | -         | -       | -      | -       | -          | -          | -          | -           | -           | -           | -         | -         | -         | 42      | 37     | -       |
| 2008              | Kawasaki Frontale | 2         | 0         | -         | -       | -      | -       | -          | -          | -          | -           | -           | -           | -         | -         | -         | 2       | 0      | -       |
| 2008              | Tokyo Verdy       | 11        | 7         | -         | -       | -      | -       | 3          | 1          | -          | -           | -           | -           | -         | -         | -         | 14      | 8      | -       |
| Total in Japan    | Total in Japan    | 102       | 70        | -         | 5       | 3      | -       | 4          | 1          | -          | -           | -           | -           | -         | -         | -         | 111     | 74     | -       |
| 2008–09           | Porto             | 25        | 8         | 9         | 7       | 1      | 0       | 1          | 0          | 0          | 10          | 0           | 0           | 1         | 0         | 0         | 44      | 9      | 9       |
| 2009–10           | Porto             | 19        | 5         | 9         | 3       | 2      | 1       | -          | -          | -          | 8           | 3           | 1           | 1         | 0         | 0         | 31      | 10     | 11      |
| 2010–11           | Porto             | 26        | 23        | 13        | 7       | 4      | 4       | 3          | 1          | 0          | 16          | 8           | 4           | 1         | 0         | 0         | 53      | 36     | 21      |
| 2011–12           | Porto             | 26        | 16        | 11        | 1       | 0      | 0       | 2          | 1          | 1          | 8           | 4           | 2           | 1         | 0         | 1         | 38      | 21     | 15      |
| 2012–13           | Porto             | 3         | 2         | 0         | -       | -      | -       | -          | -          | -          | -           | -           | -           | -         | -         | -         | 3       | 2      | 0       |
| Total in Portugal | Total in Portugal | 99        | 54        | 42        | 18      | 7      | 5       | 6          | 2          | 1          | 42          | 15          | 7           | 4         | 0         | 1         | 169     | 78     | 56      |
| 2012–13           | Zenit             | 18        | 7         | 4         | 3       | 1      | 3       | -          | -          | -          | 9           | 3           | 1           | -         | -         | -         | 30      | 11     | 8       |
| 2013–14           | Zenit             | 10        | 7         | 5         | 0       | 0      | 0       | -          | -          | -          | 6           | 3           | 4           | -         | -         | -         | 16      | 10     | 9       |
| Total în Rusia    | Total în Rusia    | 28        | 14        | 9         | 3       | 1      | 3       | -          | -          | -          | 15          | 6           | 5           | -         | -         | -         | 46      | 21     | 17      |
| Totaluri carieră  | Totaluri carieră  | 230       | 138       | -         | 26      | 11     | -       | 10         | 3          | -          | 57          | 21          | 12          | 4         | 0         | 1         | 327     | 173    | -       |

### Internațional
| Brazilia | Brazilia | Brazilia |
| An       | Meciuri  | Goluri   |
| -------- | -------- | -------- |
| 2009     | 2        | 0        |
| 2011     | 6        | 0        |
| 2012     | 10       | 6        |
| 2013     | 12       | 2        |
| 2014     | 9        | 1        |
| Total    | 41       | 9        |